# NGC 3181
NGC 3181 is een HII-gebied in NGC 3184 in het sterrenbeeld Grote Beer. Het hemelobject werd op 25 januari 1851 ontdekt door de Ierse astronoom William Parsons.